# 紀道茂
紀 道茂（き の みちしげ、生没年不詳）は、平安時代初期の貴族。姓は朝臣。官位は従五位上・左衛門佐。

## 経歴
仁明朝の承和12年（845年）従五位下に叙爵する。嘉祥元年（848年）平安京で水害が発生した際、京の人々に対して米や塩の配給を行った（この時の官職は左衛門権佐）。
仁明朝末から文徳朝にかけて左衛門佐を務める一方で、嘉祥2年（849年）但馬守、仁寿4年（854年）信濃介と地方官を兼ね、斉衡3年（856年）従五位上に至る。

## 官歴
『六国史』による。
- 時期不詳：正六位上
- 承和12年（845年） 正月7日：従五位下
- 嘉祥元年（848年） 8月6日：見左衛門権佐
- 時期不詳：左衛門佐
- 嘉祥2年（849年） 正月13日：兼但馬守
- 仁寿4年（854年） 正月16日：兼信濃介
- 斉衡3年（856年） 正月7日：従五位上